# Humanistische Hochschule Berlin
Koordinaten: 52° 34′ 31,4″ N, 13° 23′ 57,5″ O
Die Humanistische Hochschule Berlin ist eine staatlich anerkannte Hochschule in Berlin. Sie wurde 2021 als Anstalt des öffentlichen Rechts des Humanistischen Verbandes Berlin-Brandenburg KdöR gegründet. Sie versteht sich als erste Hochschule Deutschlands mit weltlich-humanistischer Ausrichtung. Ihr Fundament bilden die humanistischen Kernwerte Selbstbestimmung, Verantwortung, Mitmenschlichkeit, Solidarität und Toleranz.

## Geschichte
Im Januar 2020 trat eine Gründungsinitiative des Humanistischen Verbandes Berlin-Brandenburg KdöR unter der Leitung des ehemaligen Berliner Bildungsstaatssekretär Mark Rackles zusammen. Im Juni 2021 wurde die Akkreditierung bei der Senatsverwaltung für Wissenschaft und Forschung des Landes Berlin beantragt.
Im Koalitionsvertrag vom November 2021 von SPD, Grüne und Linke über die Bildung einer Landesregierung in Berlin wurde vorgesehen, die Gründung einer Humanistischen Hochschule zu prüfen.
Am 18. Dezember 2021 wurde die Humanistische Hochschule Berlin als Anstalt des öffentlichen Rechts (AdöR) im Verbandsregister des Humanistischen Verband Berlin-Brandenburg KdöR unter Blatt Nr. 06 eingetragen.
Am 15. November 2022 erfolgte die staatliche Anerkennung durch den Berliner Senat.

## Organisation

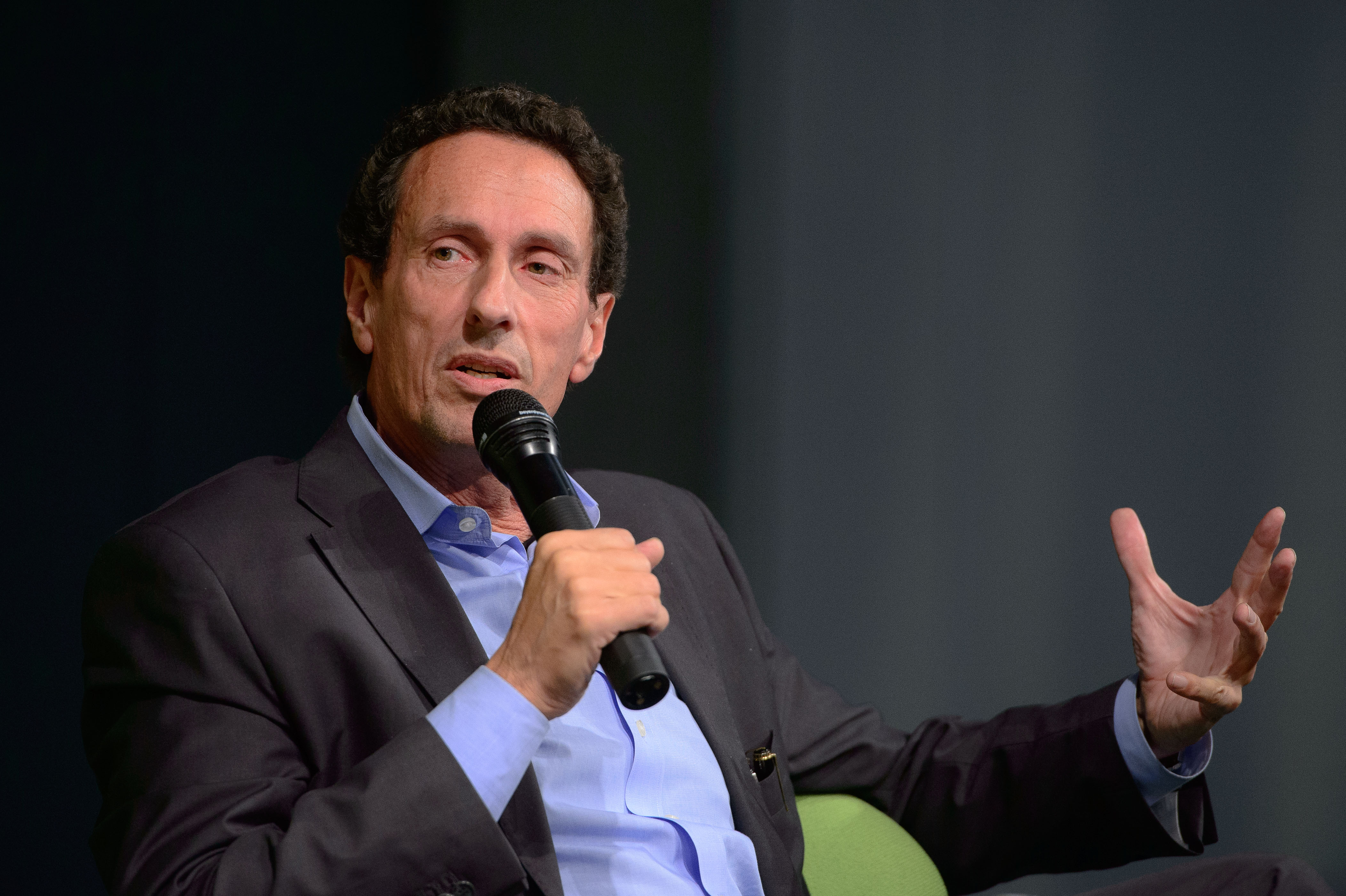
Gründungsrektor, Julian Nida-Rümelin

Die Humanistische Hochschule Berlin AdöR wird vertreten durch den Vorstand bestehend aus Katrin Raczynski und David Driese. Gründungsrektor ist Julian Nida-Rümelin. Er war seit Februar 2022 Hochschulratsvorsitzender. Geschäftsführerin ist Anja Krüger-Chan.
Der Campus liegt im Berliner Stadtteil Pankow in der Grabbeallee in der ehemaligen Australischen Botschaft bei der DDR. In dem Gebäude ist neben der Hochschule auch eine Humanistische Kita und eine Humanistische Grundschule angesiedelt.
Der Hauptausschuss des Berliner Abgeordnetenhauses hat für das Jahr 2022 Euro 600.000,- und für das Jahr 2023 eine Million Euro als Zuschuss bewilligt. Ende 2022 war die Rechtmäßigkeit des Zuschusses laut Wissenschaftsstaatssekretärin Armaghan Naghipour teilweise ungeklärt und sollte anhand von Gutachten überprüft werden.

## Studiengänge
Die Aufnahme des Studienbetriebes startete im September 2023 in den folgenden Studiengängen:
- Bachelorstudiengänge
  - Soziale Arbeit

- Masterstudiengänge (berufsbegleitend)
  - Angewandte Ethik
  - Humanistische Lebenskunde

Der berufsbegleitende Master Digitaler Humanismus / Digitale Ethik geht im Wintersemester 2025/2026 an den Start. Weiterbildungskurse werden in Kooperation mit der Humanistischen Akademie Berlin-Brandenburg angeboten.